# Německý národní svaz
Německý národní svaz (německy Deutscher Nationalverband) byla zastřešující parlamentní frakce na vídeňské Říšské radě, založená roku 1910 jako volné sdružení několika liberálních a nacionálních politických stran reprezentujících německou populaci Rakouska-Uherska, respektive Předlitavska.

## Historie
Od 60. let 19. století, kdy byl v Rakousku obnoven ústavní způsob vlády, se stranické spektrum německé populace monarchie rozrůzňovalo. Od počáteční dominance liberální tzv. Ústavní strany, přes rivalitu mezi liberální Ústavní stranou a konzervativní Stranou práva (tzv. Hohenwartův klub), až po pluralitní stranický systém od konce 19. století, kdy vlivem rozšiřování volebního práva, nacionální radikalizace a ustavení nových světonázorových a stavovských politických formací vzniklo výrazně fragmentované politické spektrum. 
Ve volbách do Říšské rady roku 1907, konaných poprvé podle všeobecného a rovného volebního práva získali z celkových více než 230 německých poslaneckých mandátů 96 poslaneckých křesel křesťanští sociálové a klerikálové, dalších 49 poslaneckých křesel získali sociální demokraté.
V této změněné situaci byly ostatní německé strany reprezentující nesocialistické a sekulární politické proudy nuceny k užší spolupráci. V únoru 1910 proto vznikl Německý národní svaz jako volné sdružení těchto politických směrů. Přistoupila k němu liberálně nacionální Německá pokroková strana, nacionalistická Německá lidová strana a radikálně národovecká Deutschradikale Partei. Náležela k němu také Německá agrární strana. Předsedou Německého národního svazu se stal Karl Chiari z Německé lidové strany, místopředsedy byli Julius Sylvester z téže strany, Hans Damm za německé agrárníky, Gustav Gross z Německé pokrokové strany a německý radikál Karl Hermann Wolf.
V únoru 1910 se k novému parlamentnímu klubu hlásilo 77 poslanců. Ve volbách do Říšské rady roku 1911 kandidáti Německého národního svazu zaznamenali jistý úspěch, zejména když díky vzájemné podpoře ve 2. kole voleb dokázali výrazně oslabit zisky křesťanských sociálů a zastavit početní nárůst sociálních demokratů. Po volbách pak Německý národní svaz obsadil v Říšské radě 99 křesel.
Německý národní svaz neměl charakter politické strany, nýbrž volné aliance několika samostatných subjektů. Neměl tudíž ani svůj program. Rámcově se ale hlásil k německému národnímu hnutí, definoval se jako loajální stoupenec rakouského státu. Po vypuknutí války v roce 1914 v něm zesílily proberlínské tendence a požadavky na užší hospodářskou spolupráci Rakouska-Uherska a Německa.